# Московка (Алтайский край)
Московка — посёлок в Хабарском районе Алтайского края России. Входит в состав Мичуринского сельсовета.

## История
Основан в 1914 году. В 1928 г. деревня Московка состояла из 56 хозяйств, основное население — русские. Центр Московского сельсовета Хабарского района Славгородского округа Сибирского края.

## География
Возле Московки, менее, чем в 4,5 км, находились ныне упразднённые селения Смолевка, Новосвободное.

## Население
| 1997 | 1998 | 1999 | 2000 | 2001 | 2002 | 2003 |
| ---- | ---- | ---- | ---- | ---- | ---- | ---- |
| 164  | ↘145 | ↘144 | ↗159 | ↘145 | ↘139 | ↘138 |
| 2004 | 2005 | 2006 | 2007 | 2008 | 2009 | 2010 |
| ↘127 | →127 | ↘125 | ↘122 | ↘114 | ↘107 | ↘101 |
| 2011 | 2012 | 2013 |      |      |      |      |
| ↘97  | ↘90  | ↘88  |      |      |      |      |